# Rafael Llátser Oliva
Rafael Llátser Oliva (Barcelona, 8 de maig de 1963) és un esportista paralímpic d'esquí alpí, ciclista de muntanya i metge al·lergòleg català.
A causa d'un càncer va perdre una extremitat amb 16 anys. Aquest fet no li va impedir haver pogut participat durant onze anys a l'equip paralímpic espanyol, amb el qual ha disputat tres Jocs Olímpics d'Hivern. I tampoc, haver pogut participar en la Titan Desert, la prova de mountain bike considerada la més dura del món. L'any 1998 va rebre la medalla de plata del consistori reusenc per la seva trajectòria vital.